# Thuidium scitum
Thuidium scitum là một loài rêu trong họ Thuidiaceae. Loài này được (P. Beauv.) Austin mô tả khoa học đầu tiên năm 1870.